# Бродланд (Јужна Дакота)
Бродланд (енгл. Broadland) град је у америчкој савезној држави Јужна Дакота.

## Демографија
По попису из 2010. године број становника је 31, што је 7 (-18,4%) становника мање него 2000. године.
| Група             | 2000.       | 2010.       |
| Белци             | 38 (100,0%) | 31 (100,0%) |
| Афроамериканци    | 0 (0,0%)    | 0 (0,0%)    |
| Азијати           | 0 (0,0%)    | 0 (0,0%)    |
| Хиспаноамериканци | 0 (0,0%)    | 0 (0,0%)    |
| Укупно            | 38          | 31          |